# أنا برانجر
أنا برانجر (ولدت في أوائل العشرينيات من القرن العشرين) تُذكر كطائرة رائدة من فنزويلا. حصلت على رخصتها في عام 1942 بعد التدريب في مدرسة ميغيل رودريغيز للطيران في ماراكاي. في نوفمبر 1939 أصبحت ماري كالكانيو في الواقع أول فنزويلية تحصل على رخصة طيار، على الرغم من أنها تلقتها من سلطات الولايات المتحدة بعد التدريب في لونغ آيلاند نيويورك.
كانت برانجر أول امرأة تتخرج من مدرسة ميشيل رودريغيز، وهي مدرسة تدريب الطيارين الوحيدة في البلاد في الأربعينيات. بعد فترة وجيزة من حصولها على رخصتها انضمت إلى مركز تعليم الطيران المدني في قاعدة لا كارلوتا الجوية. سافرت ليس فقط في فنزويلا ولكن أيضًا في بيرو والولايات المتحدة حيث حطمت رقمين قياسيين عالميين.
في عام 1950 حطمت الرقم القياسي للطيران على ارتفاعات عالية على متن طائرة خفيفة، حيث وصلت إلى ارتفاع 24504 قدمًا في مركبة شبل خاصة بمحرك كونتيننتال C-90-8F 90، أعلى بكثير من 18999 قدمًا التي تم تحقيقها بواسطة إليزابيث بوسيلي. في العام التالي حطمت مرة أخرى الرقم القياسي للارتفاعات العالية عندما حلقت على ارتفاع 28820 قدمًا، محطمة الرقم القياسي لرينيه ليدوك البالغ 25000 قدم. وقد غطت الصحافة الدولية هذين الإنجازين.
تُذكر برانجر أيضًا لمنصبها كملحق ثقافي في سفارة فنزويلا في واشنطن العاصمة.